# São Mateus (Maubisse)

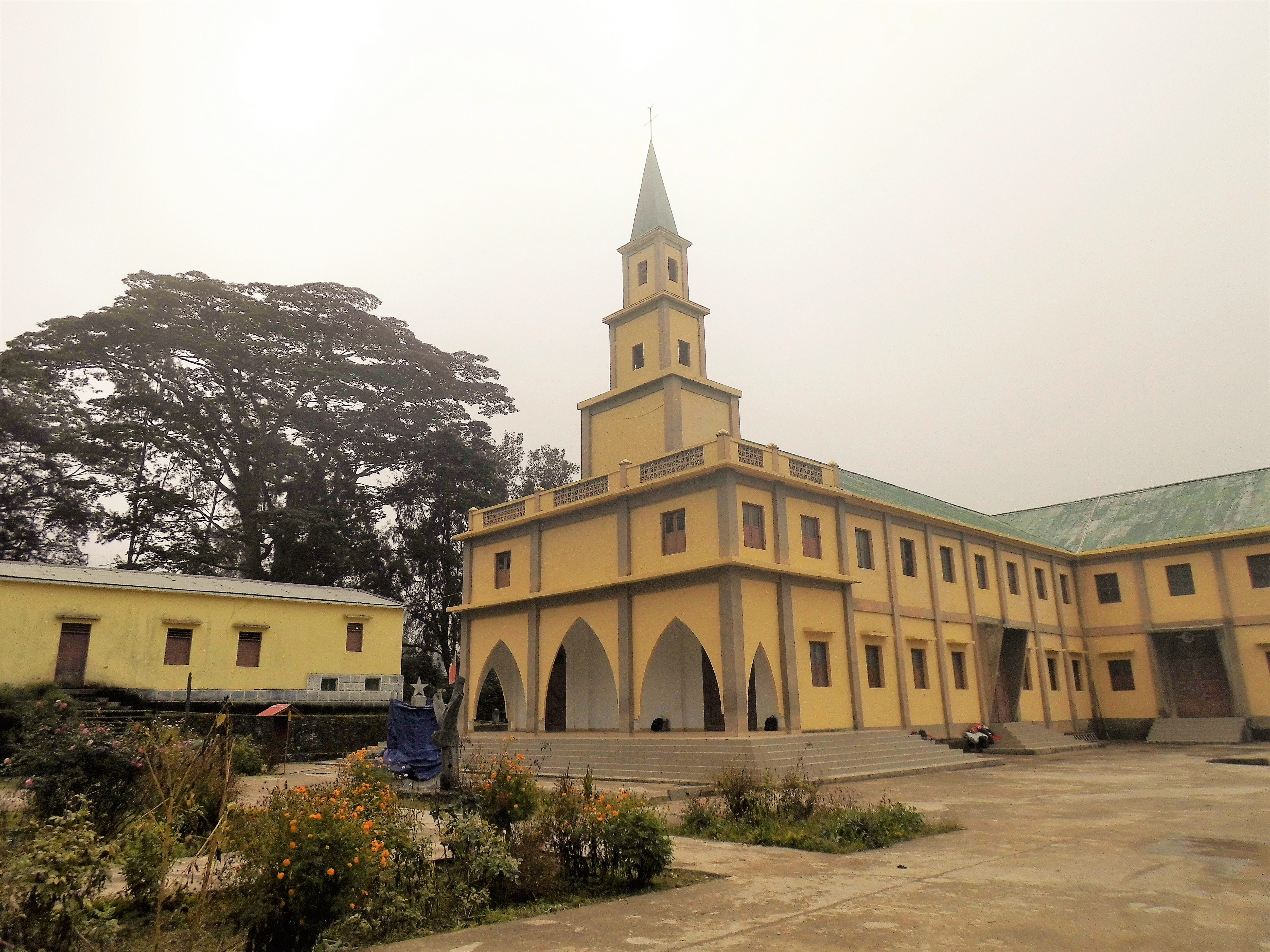
São Mateus (2018)

São Mateus ist die Hauptkirche der osttimoresischen Stadt Maubisse. Sie ist dem Evangelisten Matthäus geweiht und befindet sich in der Aldeia Ura-Hou, nördlich des Stadtzentrums und westlich des Krankenhauses.

## Geschichte und Architektur

Frontansicht (2006)

Die Kirche des Erzbistums Dili wurde 1999 fertig gestellt. Zunächst weiß, erhielt sie später einen gelben Anstrich. Der helle Innenraum ist strahlend weiß durch die weißen Fliesen an Decke und Boden. Das Altarkreuz hängt vor einem kreuzförmigen Fenster, so dass es von hinten von der Sonne angestrahlt wird. Zwei Treppen führen zur Chorempore über dem Haupteingang. Aus drei Stufen und dem spitz zulaufenden Dach besteht der Glockenturm. Vor der Kirche fällt ein dreieiarmiger „Ai To’os“ auf, wie er bei Heiligen Häusern der alten Religion Timors in der Region üblich sind. Die drei Arme symbolisieren die drei legendären Ahnherren der drei Ur-Reiche Timors (vgl. Geschichte Osttimors).

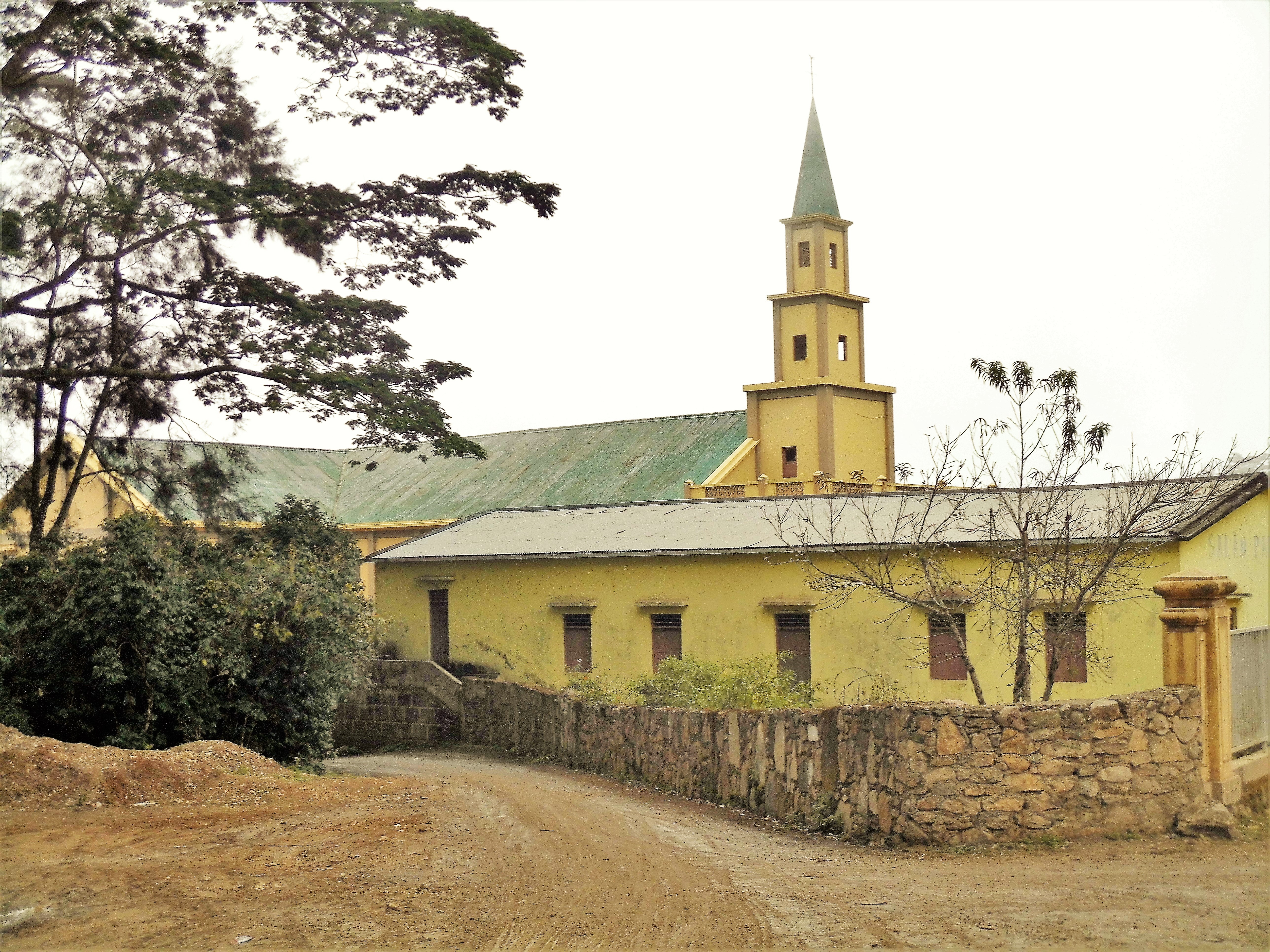
Das zugehörige Nebengebäude
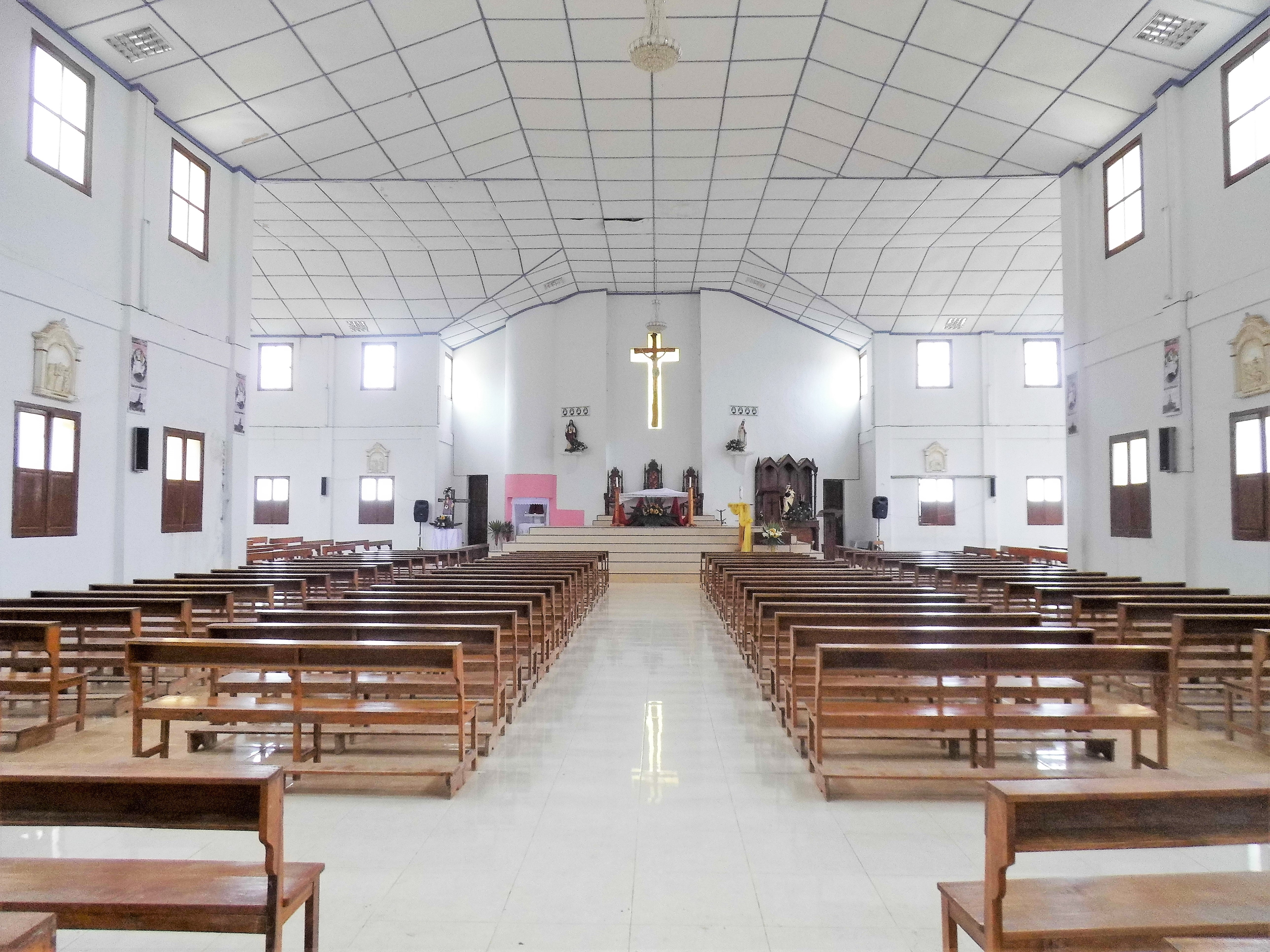
Der Altar und das Kirchenschiff
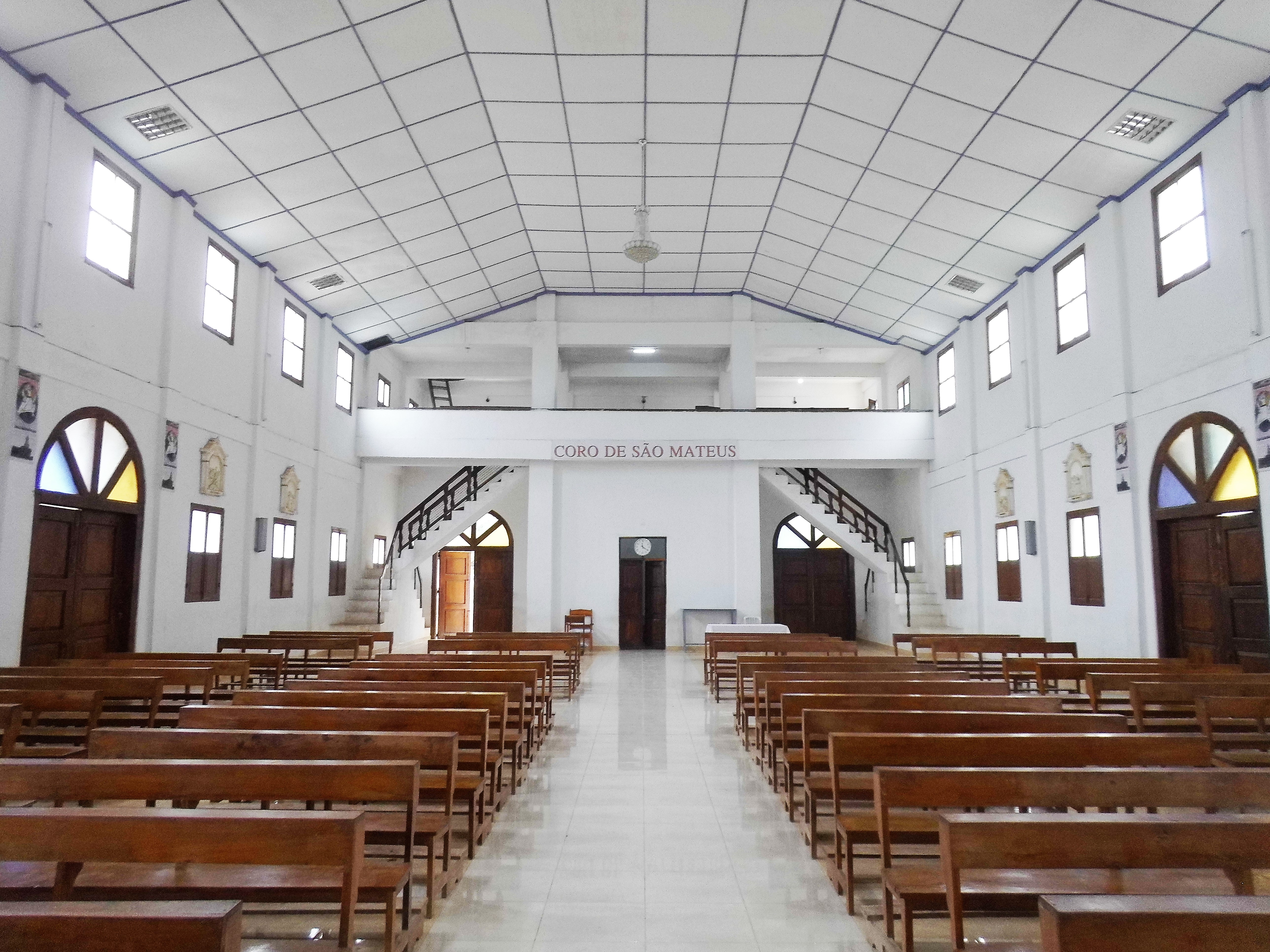
Chorempore
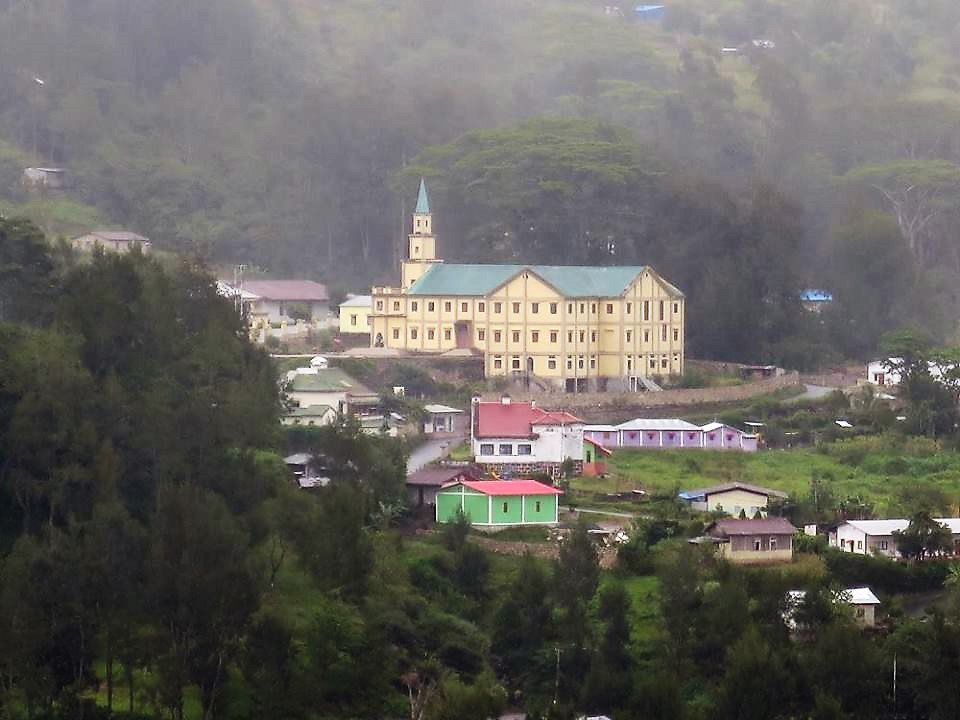
Die Kirche aus der Ferne (2017)
Der „Ai To’os“